# Lithocarpus encleisocarpus
Lithocarpus encleisocarpus är en bokväxtart som först beskrevs av Pieter Willem Korthals, och fick sitt nu gällande namn av Aimée Antoinette Camus. Lithocarpus encleisocarpus ingår i släktet Lithocarpus och familjen bokväxter. Inga underarter finns listade.